# Psalmbokskommitté
En psalmbokskommitté är en tillfällig organisation som tillsätts inför produktionen av en ny psalmbok.
Benämningen på en sådan organisation varierar beroende på bland annat samfund, uppdrag och sammansättning; till exempel vid den senaste revisionen av Den svenska psalmboken som företogs 1969–1985 var beteckningen ”1969 års psalmkommitté”. Andra begrepp som har använts är psalmbokskommission (i äldre tider), psalmboksredaktion, psalmboksutredning med flera.

## Sampsalm
Sampsalm eller sampsalmkommittén var beteckningen på den kommitté som representerade romersk-katolsk och svensk frikyrklighets sångtraditioner och som arbetade tillsammans med ovan nämnda 1969 års psalmkommitté, ett arbete som bland annat resulterade i att den första delen av samfundens psalm- och sångböcker blev gemensamma till nummer (1–325), text och melodi.